# Amrai Coen
Amrai Coen (* 1986 in Hamburg) ist eine deutsch-mexikanische Journalistin. Sie ist Redakteurin im „Dossier“ der Wochenzeitung Die Zeit.

## Leben und Wirken
Coen ist deutsch-mexikanischer Herkunft und ging in Hamburg, Mexiko und Australien zur Schule. Ihre Mutter ist Kinderärztin. Sie hat beim FC St. Pauli und in der deutschen Nationalmannschaft Rugby gespielt und die Zeitenspiegel-Reportageschule sowie die Henri-Nannen-Schule besucht. Coen gehört dem Journalistenbüro Enarro an und schrieb u. a. auch für den Spiegel und Geo. Amrai Coen ist die jüngere Schwester von Alin Coen, einer Songwriterin.

## Auszeichnungen
- 2012: Deutscher Reporterpreis gemeinsam mit Bernhard Riedmann in der Kategorie „Beste Webreportage“[4] für die Reportage „Nicht von Gott gewollt“[5] (zuerst erschienen in der iPad-Ausgabe des Spiegel).
- 2013: Axel-Springer-Preis in der Kategorie „Internet“, ebenfalls mit Bernhard Riedmann für die Reportage „Nicht von Gott gewollt“.[6]
- 2014: Axel-Springer-Preis in der Kategorie „Print/Wochen-/Monatspublikationen“ für das Dossier „Der Todesplan“,[7] erschienen in der Zeit Nr. 31/2013[8]
- 2014: Journalistin des Jahres in der Kategorie „Wissenschaft“, zusammen mit Co-Autor Malte Henk[9] für das Dossier „Wie das Virus in die Welt kam“, erschienen in der Zeit Nr. 44/2014[10]
- 2016: European Press Prize[11] in der Kategorie „Special Award“,[12] zusammen mit Co-Autor Henning Sußebach für die Reportage „Im Gelobten Land“, erschienen in der Zeit Nr. 32/2015.[13]
- 2017: Nannen Preis (Egon-Erwin-Kisch-Preis), zusammen mit Co-Autorin Tanja Stelzer für die Reportage „Brüssel, 22. März 2016“, erschienen in der Zeit Nr. 28/2016[14]
- 2018: Deutscher Reporterpreis, Kategorie „Investigation“ für Im Zwielicht[15]
- 2020: Nannen Preis in der Kategorie „Beste Dokumentation“ für Wenn sie euch nicht in den Jemen lassen, berichtet trotzdem.[16]
- 2020: Katholischer Medienpreis in der Kategorie „Printmedien“ zusammen mit Malte Henk für Wenn sie euch nicht in den Jemen lassen, berichtet trotzdem[17]
- 2020: Nominierung Nannen Preis in der Kategorie Egon-Erwin-Kisch-Preis